# Pyrrhodexia pyrrhoprocta
Pyrrhodexia pyrrhoprocta är en tvåvingeart som först beskrevs av Christian Rudolph Wilhelm Wiedemann 1830.  Pyrrhodexia pyrrhoprocta ingår i släktet Pyrrhodexia och familjen parasitflugor. Inga underarter finns listade i Catalogue of Life.